# Transporte público urbano en Bratislava

Primera y segunda franja tarifaria del transporte público urbano en Bratislava válida hasta agosto de 2011

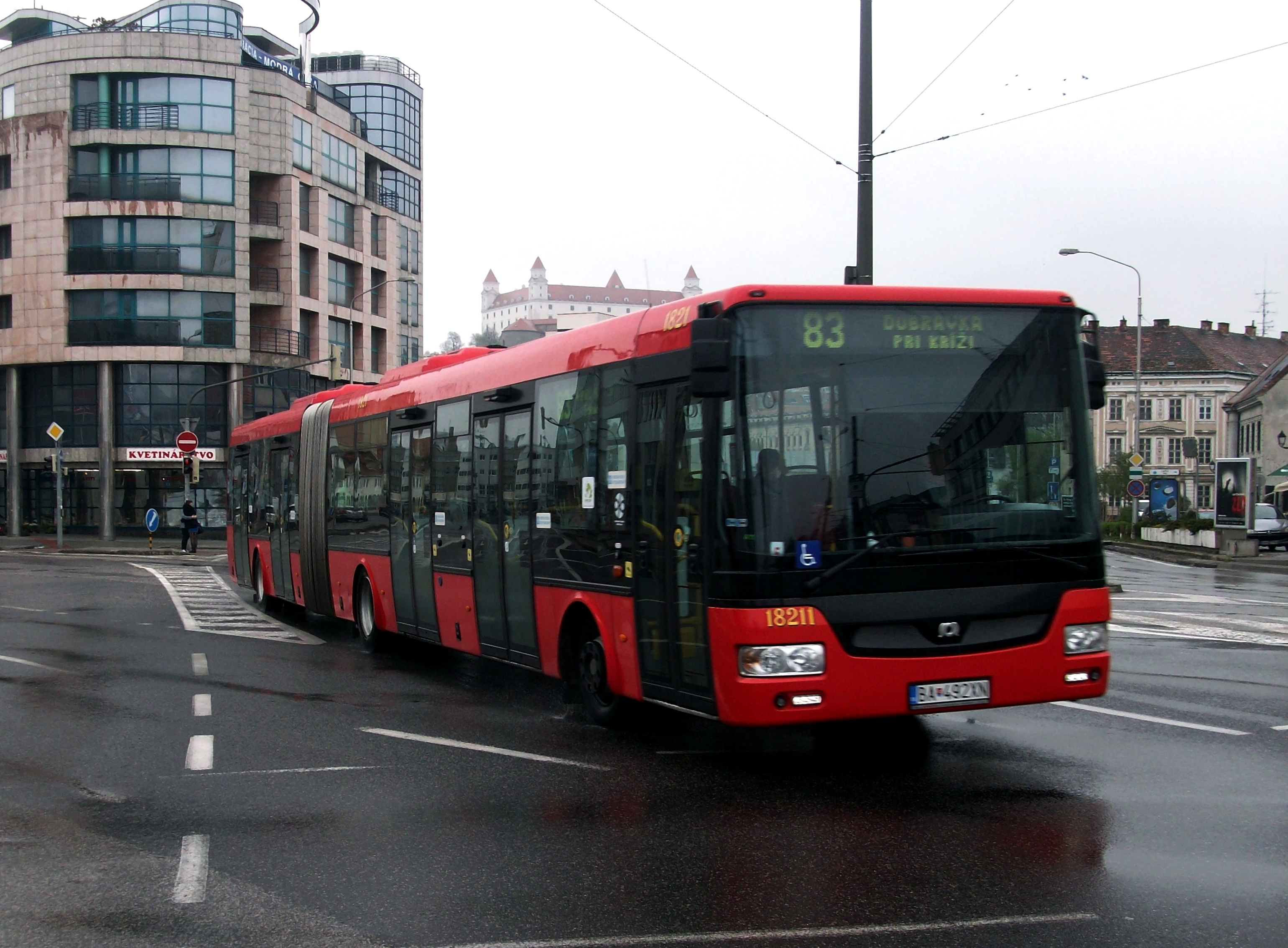
El bus SOR NB 18 de la línea número en el cruce la calle Staromestská, Suché mýto y plaza Hodža

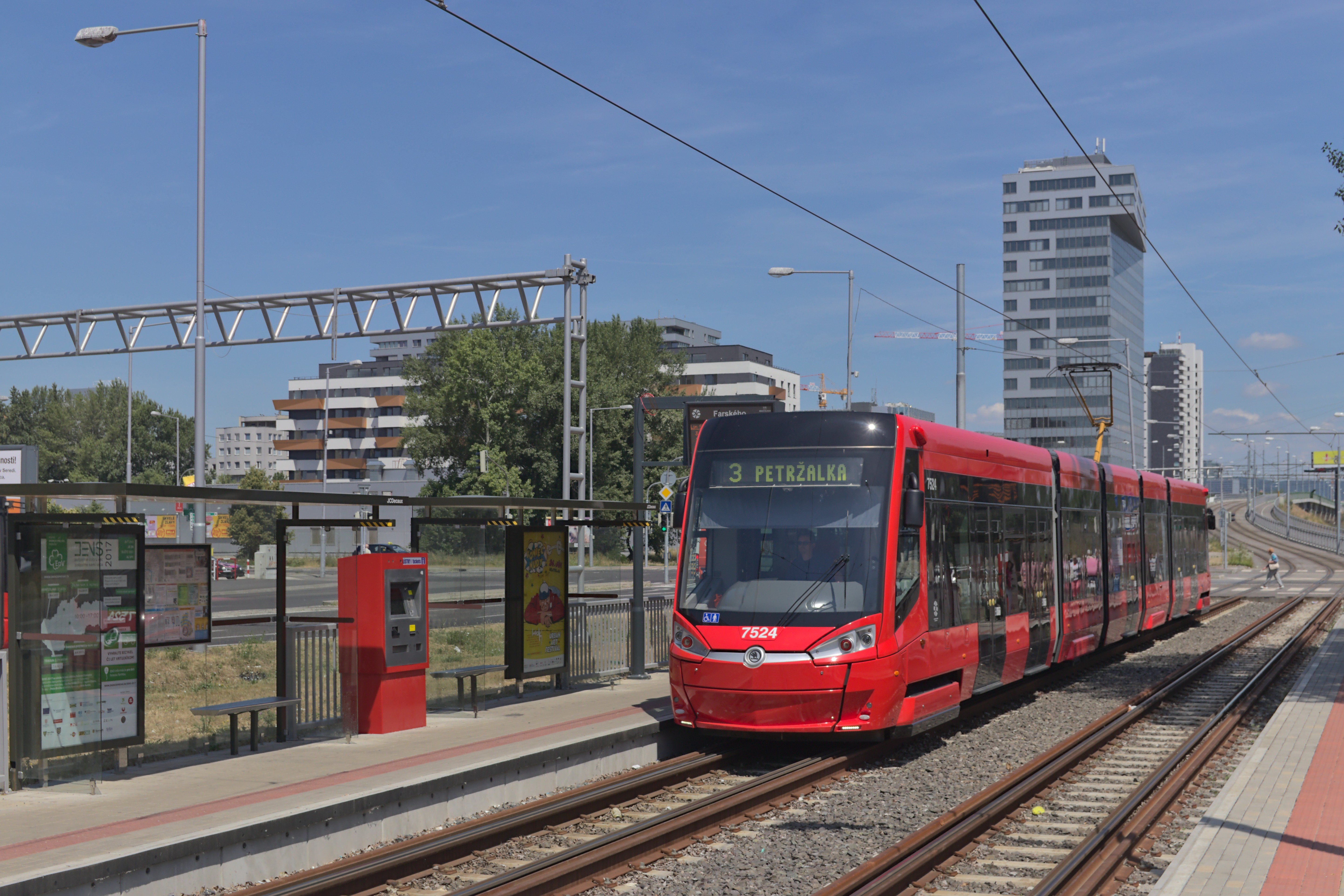
El tranvía Škoda 30 T 7524 de la línea numero en la parada Farského en Petržalka

El transporte público urbano en Bratislava (en eslovaco: mestská hromadná doprava v Bratislave) es la red de transporte público urbano más grande de Eslovaquia. Consiste en tres modos de transporte, a saber, tranvía, trolebús y autobús. Funciona desde 1895, cuando se inauguró la primera línea de tranvía. El transporte público urbano transporta diariamente a unas 550.000 personas. El modo de transporte más rápido ha sido durante mucho tiempo los autobuses con una velocidad media de 19 km/h, los autobuses son seguidos por los tranvías con una velocidad media de 14 km/h y los últimos son los trolebuses con una velocidad de 12 km/h.
Hasta 2011, la red estaba dividida en tres bandas tarifarias.  La primera zona incluía la parte central y más densamente poblada de la ciudad, que consta de cinco distritos Ciudad Vieja, Nové Mesto, Ružinov, Karlova Ves y Petržalka, que tiene una superficie de unos 125 km² y donde viven unas 300.000 personas habitantes, el la segunda zona incluía los 12 distritos urbanos restantes: Čunovo, Devín, Devínska Nová Ves, Dúbravka, Jarovce, Lamač, Podanujské Biskupice, Rača, Rusovce, Vajnory, Vrakuňa y Záhorská Bystrica. La tercera zona (para la que no hay boletos de suscripción) contenía el municipio de Chorvátsky Grob, los municipios de Austria Wolfsthal y Hainburg an der Donau y el municipio húngaro Rajka.
El transporte lo proporciona la sociedad anónima Dopravný podnik Bratislava propiedad de la ciudad y sirve a todas las partes habitadas de la ciudad de Bratislava. Además de estas líneas, DPB opera la línea de autobús número 801 al municipio húngaro Rajka (la línea tiene condiciones tarifarias específicas).  De 1. septiembre 2020, el tráfico de esta línea se detiene temporalmente.

## Billetes de viaje y tarifas
Los billetes se pueden adquirir en máquinas en las paradas de autobús, en la red de vendedores contratados (principalmente stands), en las tiendas de la empresa de transporte, a través de monedero electrónico a través de marcador en un vehículo de transporte público urbano, en cualquier tienda ZSSK en toda Eslovaquia.  También es posible comprar un billete de viaje prepago. De 17. noviembre 2008 agregó la posibilidad de comprar un boleto enviando un SMS. A partir de febrero 2009, es posible comprar un billete de viaje prepago a través de internet. En agosto de 2011, se canceló la posibilidad de comprar un boleto de viaje para zonas individuales, cancelando así las zonas y dejando solo un tipo de boleto válido para toda la ciudad. Al mismo tiempo, ya no es necesario comprar un billete aparte para los trenes nocturnos. El sistema de transporte urbano es parte de IDS BK. Desde 2016, se agregó la posibilidad de comprar un eCL a través de un marcador en un vehículo de transporte público urbano.
A partir del mayo 2018, las tarjetas de pago se pueden utilizar como un tranvía. A partir de julio y 2021, es posible comprar un billete único con tarjeta de pago directamente en el vehículo. Los boletos de viaje de 15 minutos también fueron cancelados en esta fecha.

### Boletos de viaje
| Validez     | Validez           | Básico | Con discuento |
| Temporal    | Zonal             | Básico | Con discuento |
| ----------- | ----------------- | ------ | ------------- |
| 30 minutos  | 2 zonas / 100+101 | 0,90 € | 0,45 €        |
| 60 minutos  | 3 zonas           | 1,30 € | 0,65 €        |
| 60 minút    | 4 zonas           | 1,70 € | 0,85 €        |
| 90 minút    | 5 zonas           | 2,10 € | 1,05 €        |
| 90 minutos  | 6 zonas           | 2,50 € | 1,25 €        |
| 120 minutos | 7 zonas           | 2,80 € | 1,40 €        |
| 120 minutos | 8 zonas           | 3,00 € | 1,50 €        |
| 150 minutos | 9 zonas           | 3,40 € | 1,70 €        |
| 150 minutos | 10 zonas          | 3,70 € | 1,85 €        |
| 180 minutos | ilimitado         | 4,10 € | 2,05 €        |

| Validez de tiempo | Básico | Compra                                      |
| ----------------- | ------ | ------------------------------------------- |
| 40 minutos        | 1,00 € | cualquier carácter por número teléfono 1140 |
| 70 minutos        | 1,40 € | cualquier carácter por número teléfono 1100 |
| 24 horas          | 4,50 € | cualquier carácter por número teléfono 1124 |

### Tarifas
Bratislava consta de dos zonas (franjas arancelarias) número 100 y 101, previamente marcadas como número 1 y 2.
- Distritos urbanos en zona 100:
  - Karlova Ves
  - Nové Mesto
  - Petržalka
  - Ružinov
  - Ciudad Vieja
- Distritos urbanos en zona número 101:
  - Čunovo
  - Devín
  - Devínska Nová Ves
  - Dúbravka
  - Jarovce
  - Lamač
  - Podunajské Biskupice
  - Rača
  - Rusovce
  - Vajnory
  - Vrakuňa
  - Záhorská Bystrica